# Светски дан церебралне парализе
Светски дан церебралне парализе је друштвени покрет и дан обележавања и афирмације живота 17 милиона људи који живе са церебралном парализом. Пројекат су 2012. године покренули Савез за церебралну парализу Аустралије и америчко удружење Уједињена церебрална парализа. Подржава га преко 450 организација за церебралну парализу, универзитети, родитељске групе, истраживачке институције, студентске групе, школе и дечије болнице у 65 земаља.
Прва кампања поводом Светског дана церебралне парализе названа је „Промени мој свет за 1 минут”. Пројекат је тражио идеје од глобалне заједнице људи са церебралном парализом за технологије и производе које је потребно изумети, а који би имали потенцијал да „промене свет” за људе који живе са церебралном парализом.
У 2012. години више од 470 идеја постављено је на веб страницу Светског дана церебралне парализе. Три идеје су ушле у ужи избор, а затим је позив упућен проналазачима. Истраживачки тим са Универзитета Вирџиније(САД) освојио је главну награду. Развили су прототип инвалидских колица на соларну енергију, што је идеја коју је објавио Алпер Сирван, човек са церебралном парализом у Турској. Прототип инвалидских колица представљен је компанији Алпер на Светски дан церебралне парализе 2013. године.
У 2015. години кампања је еволуирала у друштвени покрет који за циљ има решавање шест кључних питања која погађају особе оболеле од церебралне парализе широм света, без обзира на географске, културне и економске разлике. Веб-сајт пружа алате и ресурсе за организације да се локално прилагоде и предузимају мере и на тај начин граде глобални покрет за промене.
Датум обележавања Светског дана церебралне парализе 2020. године био је 6. октобар. Кампања „Остави траг” 2020. године позивала је све заинтересоване кориснике друштвених мрежа да направе кратак видео себе, члана породице или колеге са церебралном парализом у којем ће поделити причу на који начин је особа са церебралном парализом остварила неки циљ или успела да учествује у активности за коју су у почетку осећали да нису били способни. У Србији је Светски дан церебралне парализе 2020. године обележен бојењем Авалског торња, Моста на Ади, Бранковог моста, Скупштине Србије, Палате Албаније и фонтане на Славији у зелену боју, репрезентативну боју оболелих од церебралне парализе.